# Muskovit
Muskovit ali kalijeva sljuda, tudi mačje srebro ali zlato ter rusko ali moskovsko steklo je kalijev aluminijev silikat s kemijsko formulo KAl2(AlSi3O10)(F,OH)2 ali (KF)2(Al2O3)3(SiO2)6(H2O). Ime je dobil  po moskovskem steklu, ker se je včasih v Rusiji uporabljal za zasteklitev oken. 
Muskovit  je eden od najpogostejših mineralov v magmatskih, metamorfnih in sedimentnih kamninah. Ima popolno razkolnost in se kolje v izredno tanke lističe, ki so pogosto zelo elastični. Kristali so lahko drobni ali izjemno veliki. V Nelloreju (Indija) in Ontariju (Kanada) so našli plošče muskovita velikosti do 50 m2.
Muskovit kristalizira v monoklinskem kristalnem sistemu. Njegova trdota zporedno z ravnino [001] je 2 – 2,25, pravokotno na ravnino [001] pa 4. Lahko je prozoren ali prosojen, brezbarven, siv, rjav, zelen ali rumen, izjemoma tudi vijoličen ali rdeč. Je anizotropen in zelo dvolomen. Zelen s kromom bogat različek muskovita je fuksit (K(Al,Cr)3Si3O10(OH)2).	
Muskuvit je najpogostejša sljuda, ki se pojavlja v granitih, pegmatitih, gnajsih in skrilavcih, in kot kontaktna metamorfna kamnina ali sekundarni mineral, ki je nastal iz topaza, ortoklaza, kianita in drugih mineralov. V pegmatitih se pogosto najdejo ogromne plošče, ki imajo veliko tržno vrednost. Muskovit je surovina za izdelavo ognjevarnih in izolacijskih materialov, oken na talilnih pečeh in v manjšem obsegu kot mazivo.